# 12010 Kovářov
12010 Kovářov è un asteroide della fascia principale. Scoperto nel 1996, presenta un'orbita caratterizzata da un semiasse maggiore pari a 2,2240171 au e da un'eccentricità di 0,1407362, inclinata di 4,79339° rispetto all'eclittica.
L'asteroide è dedicato all'omonima località della Repubblica Ceca.